# 卡奇 (阿根廷)

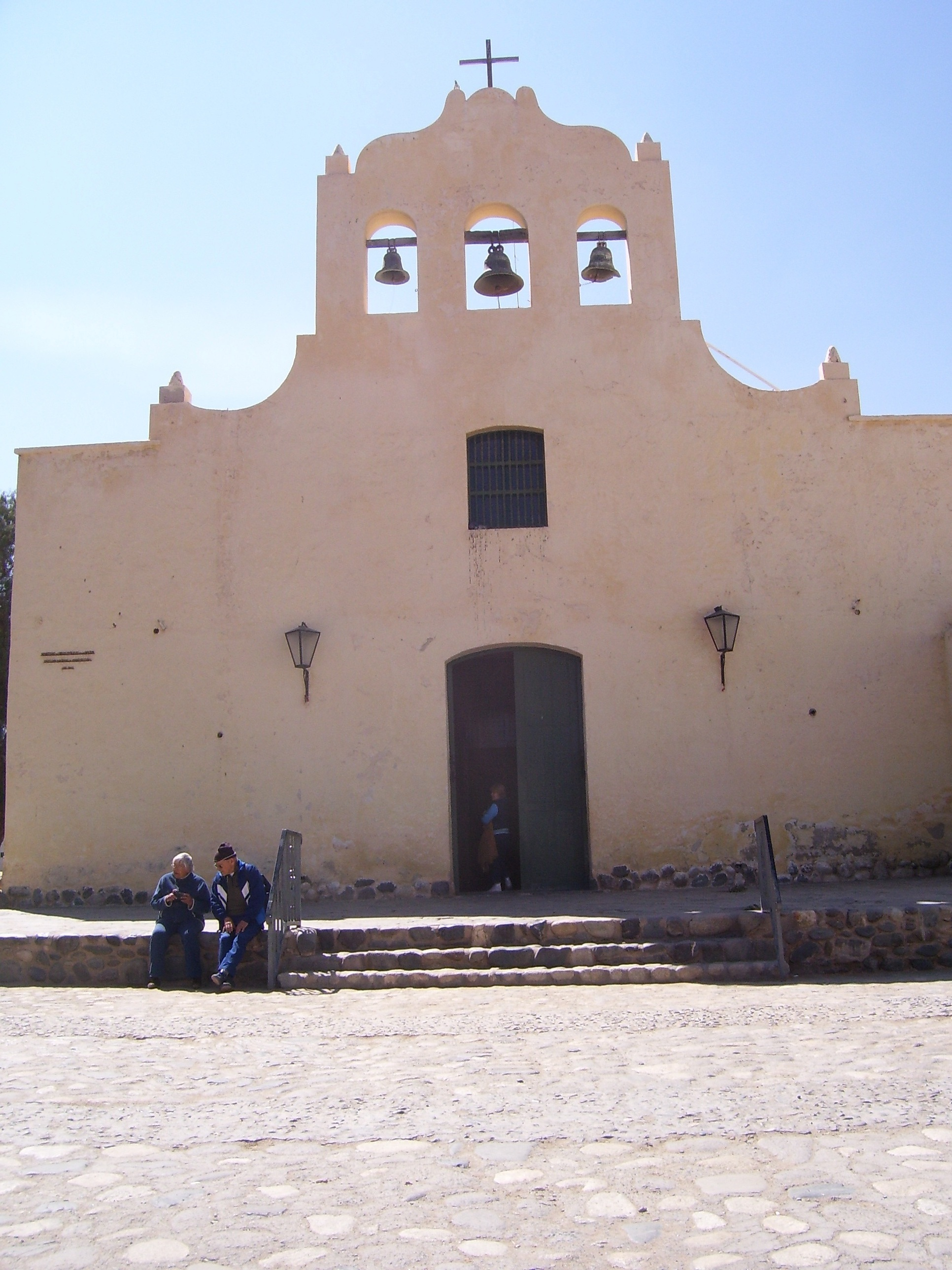

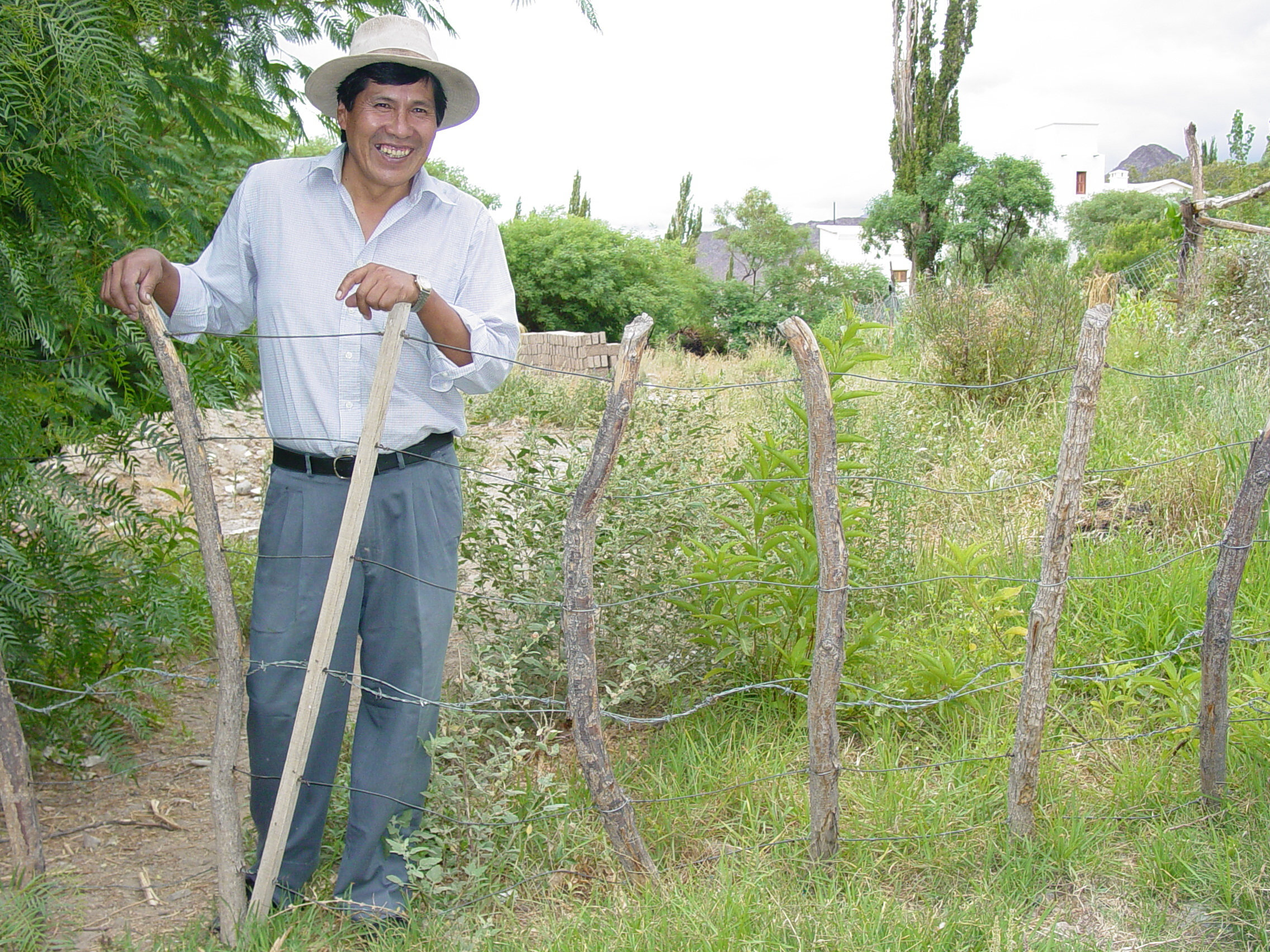

卡奇（西班牙語：Cachi），是阿根廷的城市，位於該國西北面薩爾塔省，是卡奇縣的首府，海拔高度2,531米，每年降雨量80至150毫米，該地區的地震活動頻繁和低強度，2010年人口2,616。